# 다이어트 식품

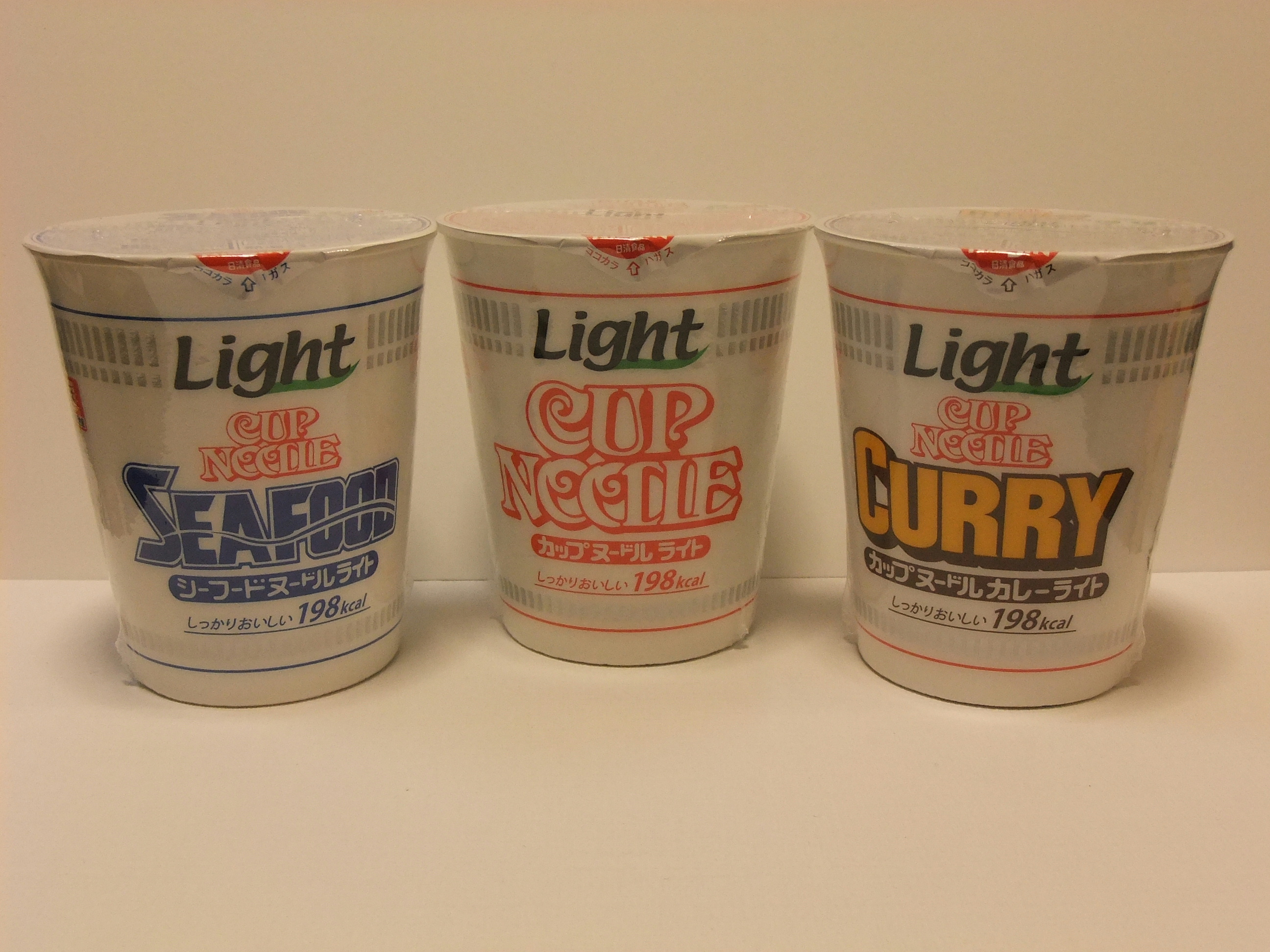
제로식품

다이어트 식품은 설탕, 탄수화물, 지방, 열량 등을 줄이기 위해 레시피가 변경된 0으로 만든 각종 음식 혹은 음료를 의미한다. 이러한 식품은 일반적으로 체중 감량 또는 체형 변화를 돕기 위한 것이지만, 보디빌딩 보충제는 체중 증가를 목적으로 설계되었다.
다이어트 외에도 라이트, 제로 칼로리, 저칼로리, 저지방, 무지방, 무설탕 등 다양한 용어가 사용되고 있으며. 이러한 용어는 일부 지역에서는 법적으로 규제될 수 있다. 예를 들어, 미국에서는 저지방 제품이 1회 제공량당 3그램 이하의 지방을 포함해야 하며, 무지방 제품은 0.5그램 미만이어야 한다.

## 같이 보기
- 다이어트 음료